# Francis van den Berg
Francis van den Berg CPS (* 27. Juni 1935 in Remscheid; † 5. Dezember 1976 bei Lupane, Simbabwe) war eine deutsche römisch-katholische Ordensfrau, Missionarin und Märtyrin.

## Leben
Elsbeth van den Berg besuchte ab 1952 die Mittelschule der Mariannhiller Missionsschwestern in Neuenbeken. Sie trat in den Orden ein, wurde als Schwester Francis eingekleidet und legte 1958 die erste Profess ab. Nach einem einjährigen Studium am Goldsmiths College in London ging sie 1959 als Lehrerin nach Bushtick östlich von Bulawayo in Rhodesien, dann in die Empandeni-Mission. Nach zusätzlicher einjähriger Ausbildung unterrichtete sie an der Mädchenschule der Monte-Cassino-Mission bei Macheke im Erzbistum Salisbury (heute: Erzbistum Harare). Nach einem Heimaturlaub 1969 kam sie 1970 in die Regina-Mundi-Mission in Lupane. In der Nähe dieser Stadt wurde sie im Dezember 1976 anlässlich einer Besuchsfahrt zu einem kranken Mitbruder zusammen mit Bischof Adolf Schmitt und Pater Possenti Weggartner von einem Freischärler erschossen (zu den Umständen siehe den Artikel zu Bischof Schmitt). Die Beisetzung erfolgte auf dem Friedhof von Bulawayo in Gegenwart von zahlreichen Gläubigen.

## Gedenken
Die Römisch-katholische Kirche in Deutschland hat Francis van den Berg als Märtyrin in das deutsche Martyrologium des 20. Jahrhunderts aufgenommen.